# Dessertbanane

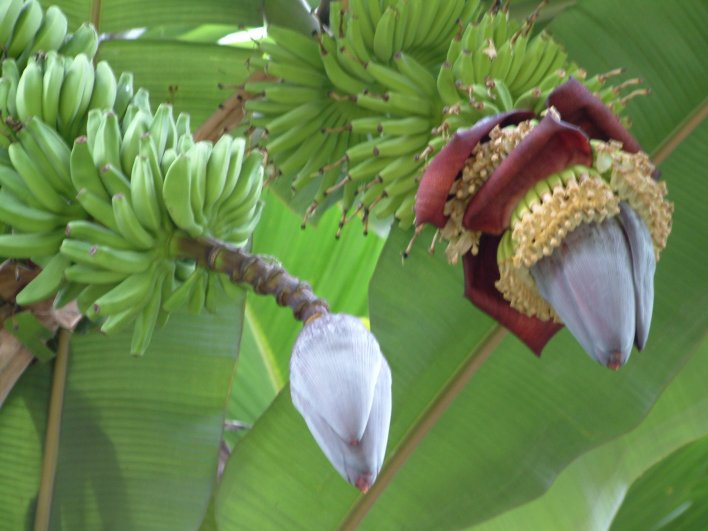
Junge parthenokarpe Früchte und sterile Blüten an Blütenständen der Cavendish-Bananenpflanze

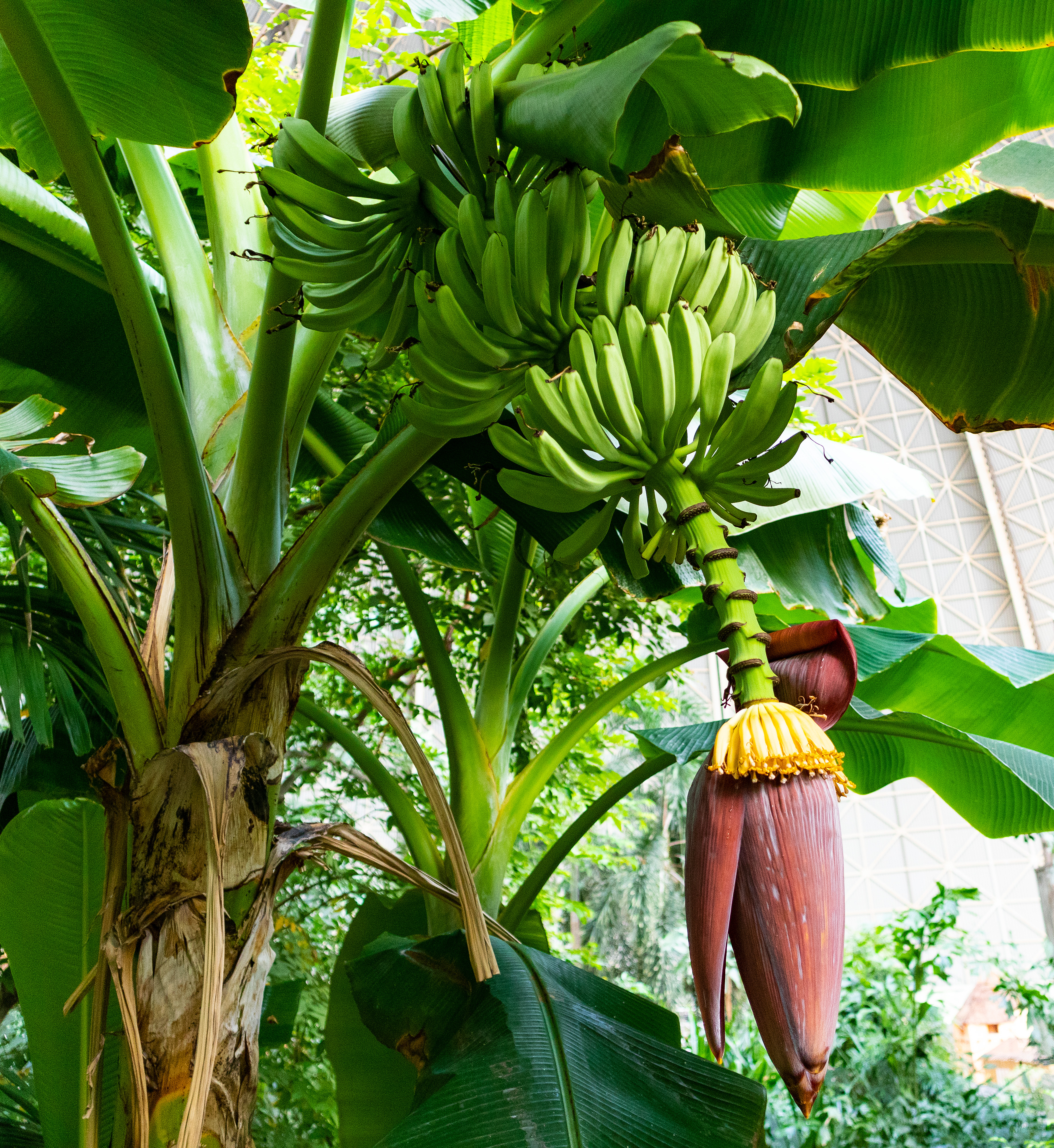
Dessertbanane an der Staude

Die Dessertbanane (Musa × paradisiaca), kurz Banane, auch Obstbanane oder Pisang, ist eine Art aus der Gattung der Bananen; vor allem die Frucht vieler ihrer Sorten wird so genannt. Dessertbananen gehören im weltweiten Durchschnitt wie auch im deutschsprachigen Raum zu den am meisten verzehrten Früchten.

## Geschichte

### Anbau und Handel
Die Banane stammt ursprünglich aus der südostasiatischen Inselwelt. Ungefähr 600 vor Christus wurde sie in buddhistischen und indischen Schriften erwähnt.
Nach Afrika kam die Banane wohl mit den austronesischen Einwanderern, die Madagaskar vom heutigen Indonesien aus besiedelten und die auch Reis nach Madagaskar brachten.
Arabische Seefahrer entdeckten sie in Indien und verbreiteten sie in ihrem Einflussbereich – aufgrund der hohen Ansprüche an Wasser, Nährstoffen und Frostfreiheit blieb die Verbreitung jedoch auf entsprechend günstige Zonen begrenzt. Eine davon, welche in der arabischen Welt besonders für die Qualität ihrer Bananen bekannt war, war das Kalifat von Córdoba auf der Iberischen Halbinsel, wo die Banane im 10. Jahrhundert so erstmals auf den europäischen Kontinent eingeführt wurde. Es spiegelte mit seiner Überlegenheit in Kultur und Wissenschaft, welche auch zu fortschrittlichen Bewässerungsmethoden führte und so den Bananenanbau ermöglichte, die Blütezeit von al-Andalus, den arabisch-muslimischen Gebieten der iberischen Halbinsel, wider; im Vergleich zum restlichen, christlichen Europa war der Lebensstandard und Reichtum viel höher. Die Anbaugebiete waren die fruchtbare Vega de Granada sowie der heute als Costa Tropical bekannte Küstenabschnitt mit besonders warmem Klima im heutigen Andalusien.
Von den Kanarischen Inseln, wo die Spanier sie schon um 1400 auf Plantagen angepflanzt hatten, gelangte sie auf den amerikanischen Kontinent. 1502 gründeten portugiesische Siedler die ersten Plantagen in der Karibik und in Mittelamerika.
Als in Philadelphia 1876 ein Jahrhundert Unabhängigkeit der USA gefeiert wurde, wurden den Bürgern die ersten Bananen präsentiert – einzeln in Silberfolie gepackt und zu einem horrenden Preis. Durch die vorhandene Infrastruktur aus Schiffen und Eisenbahnen, die einen raschen Transport der verderblichen Ware gewährleistete, und den gleichzeitigen Ausbau der Plantagen in Lateinamerika stieg der Absatz rasch. Schon 1892 funktionierte in den USA der Gag mit dem Ausrutschen auf der Bananenschale und wurde auch schon in Stummfilmen verwendet.
Durch die weiteren Transportwege etablierte sich die Banane in Europa erst in den 1920er Jahren. Anfangs wurde in der Werbung – als eine Art Betriebsanleitung – das Schälen der Frucht gezeigt. Nach Deutschland importierte 1895 der Hamburger Kolonialwarenhändler Richard Lehmann, von Madeira und den Kanarischen Inseln, erstmals ein zum Verkauf bestimmtes Kontingent von 40 Tonnen Dessertbananen. Der Konsum wuchs bis zum Beginn des Ersten Weltkriegs stetig. Hauptimporthäfen waren Hamburg (1913: knapp 30.000 t) und Bremen (1913: 4200 t). Die Banane blieb in Deutschland auch in der Zwischenkriegszeit ein Luxusgut. In den 1950er Jahren wurde sie allmählich erschwinglich.
Eine Zeitungsente ist, dass der damalige Bundeskanzler Konrad Adenauer damit gedroht hätte, die Gründungsverträge der Europäischen Wirtschaftsgemeinschaft nicht zu unterzeichnen, wenn Deutschland nicht zollfreie Bananenimporte garantiert würden. Richtig ist, dass ein Zusatzprotokoll zu den Römischen Verträgen von 1957 mit Rücksicht auf „besondere Bedürfnisse bei der Einfuhr von Bananen in die Bundesrepublik“ die unbegrenzte und praktisch zollfreie Bananeneinfuhr erlaubte.
Bis in die 1960er Jahre war die Hauptsorte für den Export die Gros Michel. Die Früchte sind größer und gelten als geschmackvoller als die heutigen handelsüblichen Bananen. Der Anbau dieser Sorte in Monokulturen wurde durch die Fusarium-Welke, auch Panama-Krankheit, derart erschwert, dass sie heute kaum noch für den Export kultiviert wird. Derzeit ist die Hauptsorte für den Export die Cavendish. Seit Anfang der 1990er Jahre ist mit dem Pilz Tropical Race 4 (TR4) eine Form von Fusarium oxysporum f. sp. cubense bekannt, die auch diese Sorte angreift. Geschmacklich ähnliche Alternativen beziehungsweise resistente Pflanzen gibt es bislang nicht, und möglicherweise kann eines Tages auch die Cavendish nicht mehr in Monokulturen angebaut werden. Das Einkreuzen von Resistenzgenen in die Sorte Cavendish war bisher nicht erfolgreich, daher wird derzeit intensiv an transgenen Bananenlinien geforscht. Ein Einkreuzen ist generell bei den meisten Bananensorten nicht möglich, denn seit die Banane in Kultur genommen wurde, sind die meisten Bananensorten steril geworden, das heißt, die Früchte werden ohne eine Bestäubung und Befruchtung gebildet. Werden keine Samen gebildet, so ist keine generative Vermehrung möglich, also auch keine Kreuzung. Die meisten Bananensorten sind Klone, das heißt, sie werden rein vegetativ vermehrt. Neue Sorten entstehen aus diesen Klonen in der Regel nur durch Mutation, entweder bewusst herbeigeführt (Mutationszüchtung) oder zufällig.

### Begriffsgeschichte
Die ursprüngliche Herkunft der Bezeichnung „Banane“ ist nicht genau bekannt, wird aber in Westafrika vermutet. Über das portugiesische bananas (Einzahl, später banana) breitete sie sich in Europa aus, die heute im Deutschen übliche Form Banane ist seit dem Anfang des 19. Jahrhunderts nachgewiesen (Heyse führt sie in seinem Fremdwörterbuch seit der ersten Auflage 1804). Ältere Bezeichnungen waren „Paradiesfeige“ und „Adamsfeige“ (zweiteres steht auch für die Maulbeerfeige), die wohl auf die Vorstellung zurückgehen, es handele sich bei der Banane um die verbotene Frucht der biblischen Paradieserzählung. Diese Ausdrücke sind noch bei Adelung, Campe und Krünitz genannt, seitdem aber völlig außer Gebrauch gekommen.

## Anbau
Bananen werden für den Export in Monokulturen auf Plantagen angebaut, die häufig intensiv mit Pflanzenschutzmitteln versehen werden. Monokultur, Herbizide und Pestizide führen zu ökologischen Schäden in den Anbauregionen und zu gesundheitlichen Schäden bei den Angestellten. Ein typisches Beispiel ist das bereits Ende der 1970er Jahre in den USA verbotene Nematizid DBCP, das auch danach in Bananenerzeugerländer exportiert wurde und bis heute Gesundheitsschäden verursacht.
Die Pflanze benötigt große Mengen an Wasser. Die Bananenstauden wachsen auf den Plantagen in der Regel zwei Jahre, sie tragen nur einmal Früchte.
In den Ländern, in denen Bananen für den Export angebaut werden, wachsen diese auch meist wild. Ein Anbau im Wald unter schattigen oder halbschattigen Bedingungen ist dabei genauso möglich wie ein Anbau unter direkter Sonneneinstrahlung.
Ökologisch nachhaltiger Anbau setzt daher auf Mischkulturen, erlaubte chemische Mittel im ökologischen Anbau sind zum Beispiel Essig und Kalialaun.

## Wirtschaftliche Bedeutung

### Weltproduktion
Bananen wachsen in tropischen und subtropischen Regionen, bevorzugt im so genannten Bananengürtel um den 30. Breitengrad. Im Jahr 2023 wurden weltweit 139.277.895 Tonnen (2000: 67,2 Mio. t) Bananen auf einer Anbaufläche von 6 Mio. ha (2000: 4,6) geerntet.
2023 brachten zehn Staaten 70 % der Weltbananenernte ein. Der weltweit größte Produzent war Indien mit 36,6 Millionen Tonnen, entsprechend 25,6 %.
| Rang | Land                | Menge (in t) |
| ---- | ------------------- | ------------ |
| 1    | Indien              | 36.614.000   |
| 2    | Volksrepublik China | 11.702.800   |
| 3    | Indonesien          | 9.335.232    |
| 4    | Nigeria             | 7.308.103    |
| 5    | Ecuador             | 7.198.482    |
| 6    | Brasilien           | 6.825.724    |
| 7    | Philippinen         | 5.871.408    |
| 8    | Angola              | 4.893.686    |
| 9    | Guatemala           | 4.390.554    |
| 10   | Tansania            | 3.673.671    |
|      | Top Ten             | 97.813.661   |
|      | restliche Länder    | 41.464.234   |

### Handel
Nicht alle Hauptanbauländer für Obstbananen spielen auch für den Export eine Rolle. So wird zum Beispiel in Brasilien, China, Indien und Thailand im Wesentlichen für den Eigenbedarf produziert.
Die drei Hauptexportländer waren 2023 Ecuador (4,0 Mio. t), Guatemala (2,8 Mio. t) und Costa Rica (2,2 Mio. t).
Die weltweit größten Importeure waren 2023 die USA (4,7 Mio. t), China (1,8 Mio. t), Russische Föderation (1,5 Mio. t), Deutschland (1,4 Mio. t), die Niederlande (1,3 Mio. t) und Japan (1,0 Mio. t). Zum Vergleich: Österreich importierte im gleichen Jahr 149.110 t und die Schweiz 101.799 t Bananen.

### Versorgung mit Bananen
| Rang | Land                      | Menge (in kg/Kopf/Jahr) |
| ---- | ------------------------- | ----------------------- |
| 1    | Papua-Neuguinea           | 139,1                   |
| 2    | Ruanda                    | 106,2                   |
| 3    | Laos                      | 92,0                    |
| 4    | Samoa                     | 77,4                    |
| 5    | Burundi                   | 69,0                    |
|      | Durchschnitt aller Länder | 14,8                    |

Die Versorgung sagt noch nichts über den Verzehr pro Kopf aus. Sie bedeutet nur, wie viele Kilogramm statistisch gesehen pro Kopf in einem Land zur Verfügung stehen.
Versorgung 2019 in den DACH-Ländern in kg pro Kopf und Jahr:

– Österreich: 13,5

– Deutschland: 11,7

– Schweiz: 11,0

## Pflanzenschutz bei Bananen
In dem tropischen Klima, in dem Bananen wachsen, leben viele Insekten. Einige davon stechen in die Schalen der reifenden Bananen und saugen Saft heraus. Wenn es nicht zu viele Einstiche werden, hat das auf den Geschmack oder die Bekömmlichkeit der Banane keinen Einfluss. Trotzdem haben diese Einstiche Folgen: Die Banane bekommt später an den Einstichstellen kleine kreisrunde, braune Punkte. Eine größere Anzahl von Einstichen beschleunigt die Reifung der Banane und lässt sie schneller verderben.
Um die Insekteneinstiche zu vermeiden, wird über die Staude beziehungsweise den Fruchtkolben eine Kunststofftüte gestülpt. Da aber die Tüte nicht vollkommen dicht abschließt, finden immer noch einige Insekten den Weg hinein. Deshalb wird die Tüte in der Regel innen mit Pflanzenschutzmitteln besprüht, die eingedrungene Insekten töten. Man kann davon ausgehen, dass Bananen mit glatter, unbefleckter Oberfläche während ihres Wachstums einer hohen Dosis Insektiziden ausgesetzt waren. Kleine braune, kreisrunde Punkte deuten hingegen auf einen geringeren Einsatz von Pflanzenschutzmitteln hin. Bananen, die in Europa ankommen, sind in der Regel mit dem Fungizid Thiabendazol und/oder Imazalil behandelt, was auch auf Bananenschachteln vermerkt ist. Die Bananen werden üblicherweise vor dem Verpacken in ein Fungizid-Bad getaucht und tropfnass in die Schachteln eingelegt. Das Schachtelmaterial enthält darum Spuren von Fungiziden. Thiabendazol wird aber bei oraler Aufnahme schnell resorbiert und unterliegt innerhalb von 24 Stunden einer vollständigen Metabolisierung mit Ausscheidung über den Urin.
Bananen aus ökologischem Anbau dürfen nicht mit chemisch-synthetischen Fungiziden behandelt werden, bei Naturland beispielsweise dürfen nur Essig, Extrakte aus Zitronenkernen bzw. Orangenkernen oder das aluminiumhaltige Kalialaun verwendet werden.

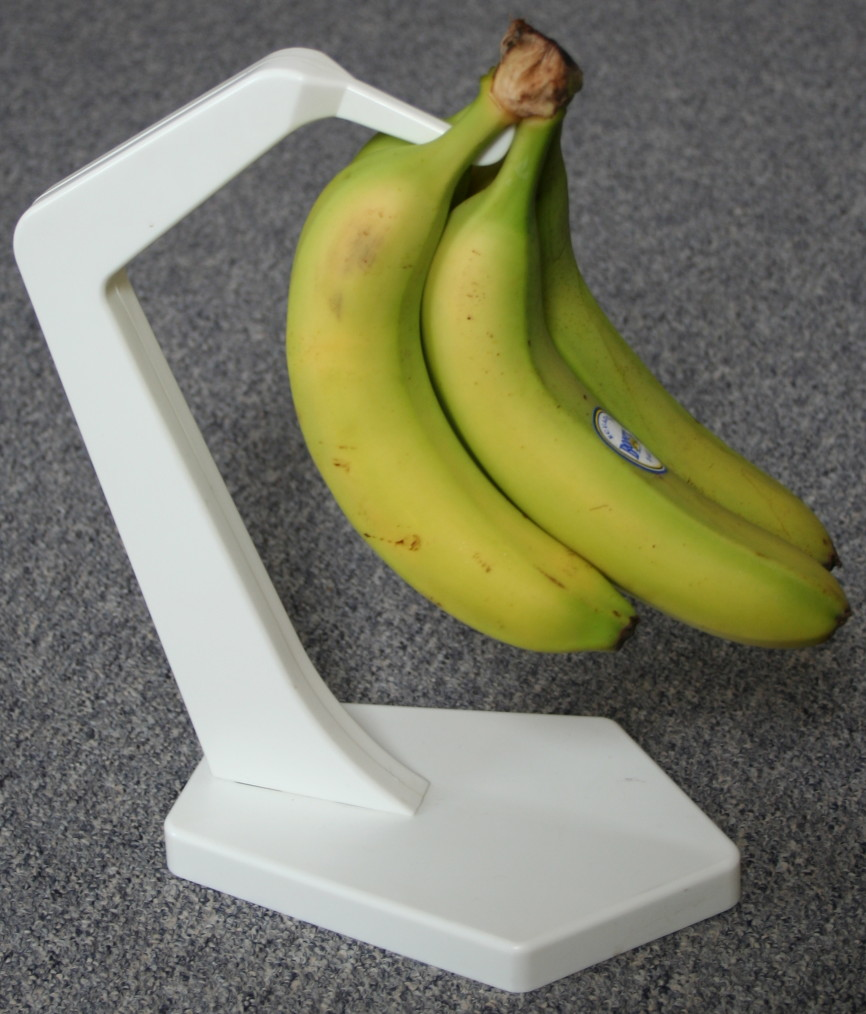
Bananenhalter aus Kunststoff

## Reifung und Verzehr
Bananen zählen zu den klimakterischen Früchten, da sie nach der Ernte nachreifen. Obstbananen dürfen daher nicht an der Staude reifen. Ließe man die Früchte zum Reifen an der Pflanze hängen, würden sie aufplatzen und nicht süß, sondern mehlig schmecken. Auch in den Anbauländern der Banane werden die Bananenbüschel traditionell von den Einheimischen grün geerntet und an einen schattigen Ort gebracht, um dort allmählich auszureifen.
Die für den Export bestimmten Bananen werden geerntet, innerhalb eines Tages verpackt und auf Kühlschiffe verladen. Bei einer Temperatur unter 13,2 Grad Celsius wird die natürliche Reifung unterbrochen, sodass die grünen Bananen den langen Weg problemlos überstehen. Ist die Temperatur zu hoch, kommen die Bananen gelb an und sind unverkäuflich, ebenso bei einer zu geringen Temperatur von unter 12 Grad Celsius, bei der die Bananen grau werden.

Strukturformel von Ethylen

Nach ihrer Entladung aus den Kühlschiffen werden die noch grünen Bananen in eine der vielen Bananenreifereien gebracht. Die Reifung der Bananen erfolgt in Reifekammern bei Temperaturen zwischen 14,4 und 17,7 Grad Celsius und dauert vier bis acht Tage. Damit die Bananen innerhalb einer Kammer alle zu gleicher Zeit reifen, leitet man kommerziell verfügbares Bananenreifegas ein, dessen wirksamer Bestandteil etwa 4 % Ethen (Ethylen) ist. Dies ist ein Phytohormon, das bei allen Pflanzen für die Ausbildung und Reife der Geschlechtsorgane und Fruchtkörper verantwortlich ist. Ethen wird ab einem bestimmten Reifegrad von Früchten selbst produziert. Durch die zusätzliche Ethenbegasung und die autokatalytische Wirkung des Ethen wird die natürliche Reife beschleunigt und der Reifezeitpunkt kontrollierbar.
Die Reifung selbst ist ein biochemischer Vorgang, bei dem Stärke in Zucker umgewandelt wird. In grünen Bananen liegt das Stärke-Zucker-Verhältnis bei 20:1, am Ende der Reifung bei 1:20. Je gelber die Schale, umso größer ist der Zuckeranteil und umso mehr schmeckt die Frucht nach Banane. Wie weit die Reifung fortgeschritten ist, lässt sich somit leicht an der Farbe erkennen. Vollreife Bananen bekommen beim Transport und bei weiterer Lagerung schnell schwarze Flecken, dagegen kann man grüne Bananen problemlos kaufen und zu Hause ausreifen lassen. Ein beigelegter reifer Apfel oder eine Abdeckung können den Reifungsprozess beschleunigen, da sie die Ethenkonzentration in der Umgebung der Banane erhöhen. Äpfel und Tomaten geben verhältnismäßig hohe Mengen Ethen ab, was den Reifungsprozess der Bananen stark beschleunigt. Deshalb sollten Bananen in den Obst- und Gemüseabteilungen des Lebensmittelhandels möglichst nicht lange in deren Nähe gelagert werden. Für die Lagerung zu Hause empfiehlt es sich, die Bananen an einer Art Fleischerhaken aufzuhängen; dadurch werden Druckstellen vermieden, an denen die Bananen schwarz werden können.
Reife Dessertbananen werden nicht nur roh verzehrt, sondern auch weiterverarbeitet. Auch Grillen ist möglich. Zu den aus Bananen hergestellten Produkten gehören Bananennektar, Bananenchips (Trockenobst) und Likör.

## Inhaltsstoffe und Ernährung
Eine Banane der Sorte Cavendish wiegt in etwa 100 bis 130 g. Der Tagesbedarf eines Erwachsenen an Spurenelementen wird von einer solchen Banane in folgendem Umfang gedeckt:
- Kalium 20 %
- Calcium 1 %
- Magnesium 12 %
- Vitamin C 16 %

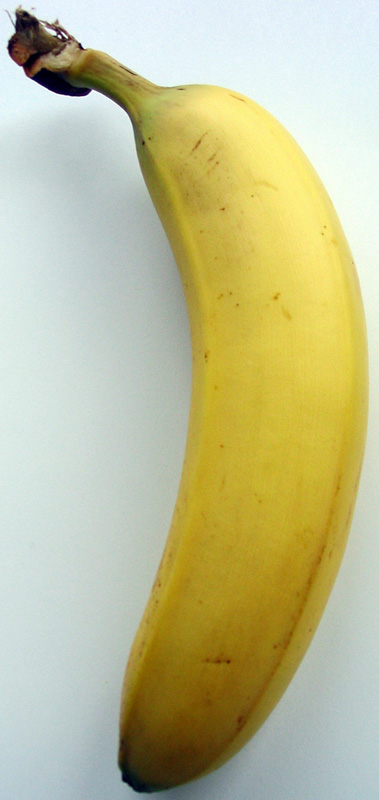
Sorte Cavendish

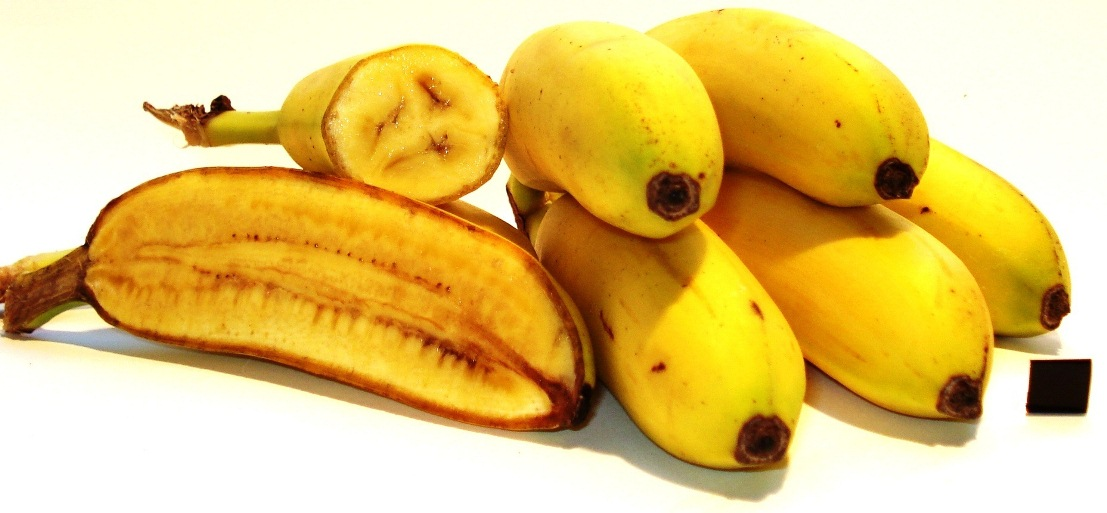
Bananensorte Pisang Mas mit kleinen Früchten (das schwarze Quadrat hat eine Kantenlänge von 1 cm)

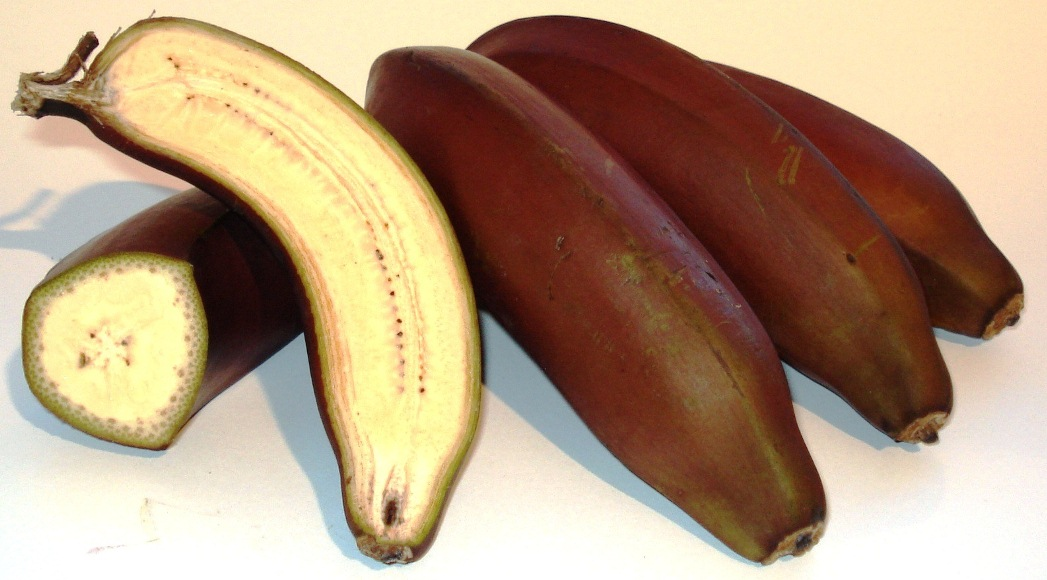
Rote Bananen (ein triploider Kultivar von Musa acuminata), die wie die übrigen Dessertbananen für den Frischverzehr verwendet werden

Des Weiteren enthalten Bananen ungefähr 2,6 % Ballaststoffe. Auch finden sich in Bananen Phosphor sowie verschiedene Spurenelemente wie etwa Selen. Hingegen sind andere Vitamine als Vitamin C nur wenig bis kaum vorhanden. Sämtliche Werte schwanken je nach Züchtungsverfahren, Reifungsgrad und sonstigen Wachstumsbedingungen. Aus Bananen können über 350 verschiedene Aromastoffe, wie Essigsäureethylester, Essigsäurebutylester, Essigsäureisobutylester, Essigsäurepentylester, Essigsäurehexylester, Essigsäureheptylester, Buttersäureethylester, Ethanol, Butanol, 2-Pentanol, 3-Methyl-1-butanol, 1-Hexanol, 2-Heptanol, 2-Butanon, 2-Pentanon, 2-Methylpropanal, 2-Nonanon, Safrol oder Eugenol isoliert werden.

### Natürliches Heilmittel
Neben ihrer Eigenschaft als guter Energiespender enthalten Bananen auch sehr viel Kalium. Daher werden Bananen Patienten empfohlen, die an Kaliummangel leiden, der sich in Muskel-, Nerven- und insbesondere Herzproblemen äußern kann. Nach Alkoholgenuss können Bananen dabei helfen, den Ausscheidungsverlust an Magnesium auszugleichen.
Unreife Bananen sind weniger süß und enthalten ungekocht native Stärke, eine resistente Stärke (vom Typ RS2). Diese ist im Dünndarm unverdaulich und wird, ähnlich wie auch das resistente Maltodextrin, erst durch die Darmbakterien verstoffwechselt. Die Stärke in der unreifen Banane wird erst durch den Reifungsprozess zu Fructose, Glucose und Saccharose umgewandelt. Reife Bananen dagegen enthalten nur 1–2 % Stärke und sind daher süßer, sehr leicht verdaulich und deshalb auch als Krankenkost geeignet.
Wegen ihrer leichten Verdaulichkeit eignen sich Bananen bei der Behandlung von Darmbeschwerden. Aufgrund ihres Gehaltes an Ballaststoffen, natürlichen Stärken und Polysacchariden im Fruchtfleisch kann der Verzehr von Bananen den Stuhlgang regulieren. Bananen sind daher dafür bekannt, sowohl bei Verstopfung als auch bei Durchfall zu wirken. Die abführende Wirkung beruht darauf, dass verzehrte Bananen hydrokolloidal Wasser binden (ähnlich den Schalen geschroteter Leinsamen) und den Speisebrei im Darm durch Wasseraufnahme und Quellung regulieren und den Stuhl erweichen. Im Fall des Durchfalls wird die Wasser bindende Wirkung der verzehrten Bananen durch enzymatische Spaltung ihrer Stärken und Polysaccharide im Darmlumen noch erhöht und der Stuhlgang somit weniger dünnflüssig. Der Gehalt der verzehrten Bananen an einfachen Zuckern, wie Fruktose und Glukose, stärkt wiederum die Versorgung der durch die Durchfallerkrankung angegriffenen Darmzellen und hilft bei ihrer Energieversorgung und Regeneration. Der Bananen-Speisebrei wird schließlich länger im Darm behalten, und seine enthaltenen Spurenelemente und Salze helfen dem Körper, deren Verlust, bedingt durch den flüssigen Durchfall, auszugleichen. Andere Früchte mit ähnlichen Gehalten an Ballaststoffen und Komplexzuckern, die sich positiv auf den Darm auswirken, sind unter anderem Mango, Feige, Ananas und Papaya.

## Bananenkrankheiten
Die derzeitige Produktion von Bananen wird durch einige epidemische Krankheiten bedroht. Die derzeitige Hauptsorte der Cavendish könnte damit das gleiche Schicksal ereilen wie die Gros Michel, die in den 1960er Jahren von der Fusarium-Welke nahezu ausgerottet wurde und heute nur noch in abgeschiedenen Gebieten wächst, die für den Welthandel unbedeutend sind. Ein wesentlicher Grund für die Gefährdung der Bananenwirtschaft liegt in der mangelnden genetischen Diversität der eingesetzten Sorte, so dass Krankheiten sich schnell weltweit auswirken.
Zu den wichtigsten Bananenkrankheiten gehören:
- Fusarium-Welke (Typ 1): Sie wird hervorgerufen durch Fusarium oxysporum f. sp. cubense, einen Schlauchpilz. Der Pilz befällt die Pflanze durch die Wurzeln und bewegt sich mit dem Wasser in den Stamm und die Blätter, wobei er Schleim und Verhärtungen ausbildet, die den Transport von Wasser und Nährstoffen unterbindet, sodass die Pflanze verwelkt. Vor 1960 basierte nahezu die gesamte Bananenproduktion auf der Gros Michel, die besonders anfällig für den Bodenpilz war. Die Cavendish wurde als Ersatz kultiviert, da diese unter den widerstandsfähigen Sorten die ertragreichste für den Export war. Die Cavendish muss jedoch in der Verschiffung sorgsamer behandelt werden und es herrscht die verbreitete Meinung, dass die Gros Michel besser schmeckte.
- Fusarium-Welke (Tropen-Typ 4): ein Abzweig der alten Panama-Krankheit. Dieser Bodenpilz hat bereits die Cavendish in einigen südostasiatischen Staaten vernichtet. Inzwischen hat er auch den amerikanischen Kontinent erreicht.[33] Bodenpilze können leicht an Schuhen, Kleidung und Werkzeugen haften. Dies ist der Weg, auf dem auch Typ 4 von einer Plantage zur nächsten wanderte, und das wahrscheinlichste Einfallstor nach Lateinamerika. Diese Krankheit ist relativ resistent gegen die gängigen Fungizide.
- Black Sigatoka (Mycosphaerella fijiensis) (auch Black Leaf Streak, Schwarze Blattmasern): ein Blattpilz, der zuerst auf Fidschi 1963 oder 1964 auftrat. Black Sigatoka hat die Plantagen der Tropen weithin infiziert, da infizierte Bananenblätter als Verpackungsmaterial verwendet wurden. Diese Krankheit greift alle kultivierten Bananensorten an und hemmt die Photosynthese in den betroffenen Blättern, die sich dadurch stellenweise schwarz färben, und führt letztlich zum Absterben des Blattes. Durch den Energiemangel sinkt die Früchteproduktion um 50 % und mehr und die noch wachsenden Bananen reifen verfrüht, sodass sie für den Bananenexport ungeeignet sind. Der Pilz zeigt zunehmende Resistenz gegen Fungizide, mit derzeitigen Kosten für die Behandlung von einem Hektar im Bereich von 1000 USD pro Jahr. Neben der finanziellen Belastung ist fraglich, wie lange die intensive Besprühung im Sinne des Umweltschutzes fortgeführt werden kann. Mittlerweile werden resistente Sorten entwickelt, aber aufgrund mangelnden Geschmacks und Färbung hat keine bisher das Stadium erreicht, in dem sie kommerziell verwertet werden kann. Eines der wenigen Länder, in dem der Schwarze Sigatoka nicht auftritt, ist die Dominikanische Republik.
- Yellow Sigatoka (Mycosphaerella musicola) ist ähnlich wie Black Sigatoka eine Pilzkrankheit auf den Bananenblättern. Sie ruft kleine gelbe Flecken hervor, die weniger als 1 mm lang sind.
- Büschelgipfelkrankheit der Banane: Ausgelöst durch das Banana bunchy top virus (BBTV), das durch Blattläuse (Aphiden) von Pflanze zu Pflanze übertragen wird. Die Blätter werden dadurch gestaucht und es entsteht ein buschiges (englisch bunchy) Aussehen. Gewöhnlich tragen befallene Stauden keine Früchte, obwohl milde Varianten existieren, die eine Bananenproduktion noch erlauben. Diese milden Ausprägungen werden oft ignoriert, da sie wie mangelnde Düngung wirken oder als andere Krankheiten missgedeutet werden. Eine Pflanze kann vom Befall mit BBTV nicht geheilt werden, jedoch kann durch In-vitro-Vermehrung die Ausbreitung gehemmt werden.

Da für die heutige Hauptsorte der Cavendish keine hinreichende resistente Züchtung gefunden wurde, arbeitet man mittlerweile an transgenen Sorten, um Resistenzgene in das Erbmaterial der Banane einzubringen. Mangels ähnlicher Alternativen und Heilung ist derzeit (2005) ungewiss, wie stark die Bananenproduktion in den nächsten 10 bis 20 Jahren von den Krankheiten in Mitleidenschaft gezogen wird.

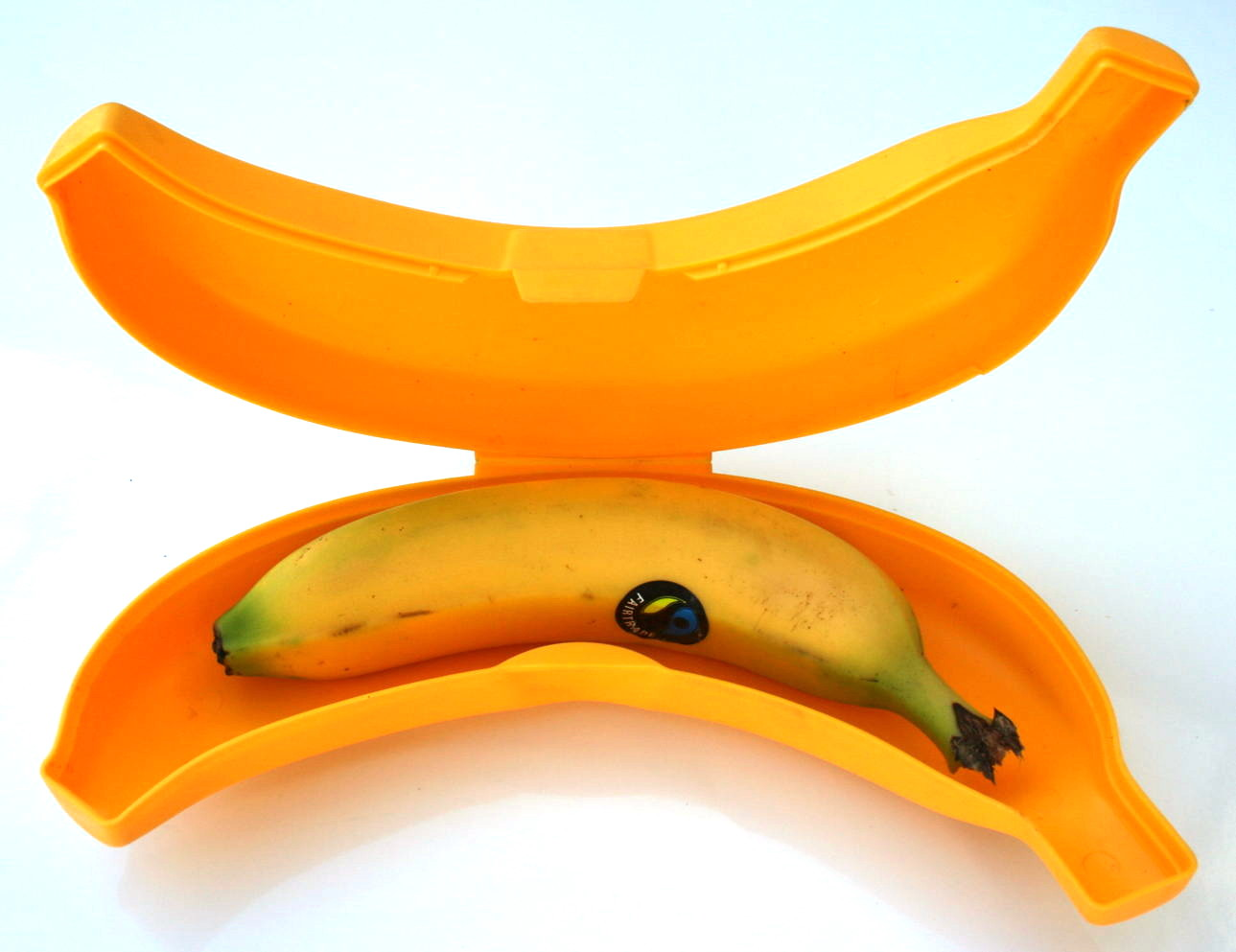
Transportbehälter für Bananen

## Besondere Eigenschaften der Dessertbanane
Nicht alle Bananensorten haben Fruchtstände mit krummen Früchten. Im Gegenteil gibt es viele Sorten, bei denen die Bananen-Finger aus ihrem Büschel gerade herauswachsen. Dieses kann ganz unterschiedlich aussehen, von sternförmig auseinandergehend bis kreisförmig in alle Richtungen. Bei den bekanntesten Sorten der Essbananen ändert sich jedoch die Wuchsrichtung, wenn sie mit Sonnenlicht in Kontakt kommen, und sie krümmen sich der Sonne entgegen.
Unterhalb von etwa 12 °C werden Bananen unansehnlich, wobei die Schale eine graue bis dunkle Färbung annimmt. Tatsächlich verdirbt aber nicht das Fruchtfleisch; Bananen lassen sich einige Zeit im Kühlschrank lagern, ohne dass sie weich werden. Allerdings leidet dadurch ihr Aroma. Geschälte Bananen lassen sich auch gut einfrieren. Dies funktioniert ebenfalls mit überreifen Bananen.
Grüne (unreife) Bananen verursachen Bauchschmerzen. Der Grund dafür liegt in dem hohen Zelluloseanteil, der vom Darm nicht verarbeitet werden kann. Allerdings können grüne Bananen wegen ihres hohen Stärkeanteils sehr gut gekocht werden. Ihr Geschmack ähnelt dann sehr stark der Süßkartoffel. Gekochte grüne Banane (nicht zu verwechseln mit der Kochbanane) ist ein beliebtes Gericht auf der Insel Sansibar. Halbreife Bananen haben einen geringeren Zelluloseanteil und können gleichsam als Ballaststoffgeber eingesetzt werden, die bei einer mangelnden Darmzufuhr helfen. Vollreife Bananen haben keinen Zelluloseanteil mehr und sind diätetisch geeignet.

## Unternehmen im Bananenhandel
Laut den Vereinten Nationen beherrschen vier Unternehmen 80 Prozent des weltweiten Bananenhandels:
- Chiquita
- Fyffes
- Fresh Del Monte (1989 geschaffene unabhängige Ausgliederung aus Del Monte Foods. In Europa durch Del Monte International vertreten.)
- Dole

Weitere Unternehmen:
- Cobana Fruchtring
- Max-Havelaar-Stiftung
- BanaFair
- Afrikanische Frucht-Compagnie

Aus Wettbewerbsgründen werden bestimmte Eigenschaften von Bananen in einer EU-Verordnung geregelt (Bananenverordnung). Beispielsweise werden hier die Länge und der Durchmesser einer unreifen Banane geregelt, die für den Verbrauchermarkt bestimmt ist. Ziel dieser Bananenmarktordnung ist hauptsächlich der Schutz von EU- und AKP-Produktionen gegen Erzeugnisse aus Ländern, die nicht diesen Organisationen angehören. Zudem werden Lagerung und Warenverkehr innerhalb der EU durch genormte Bananen erleichtert.

## Ernte und Verpackung

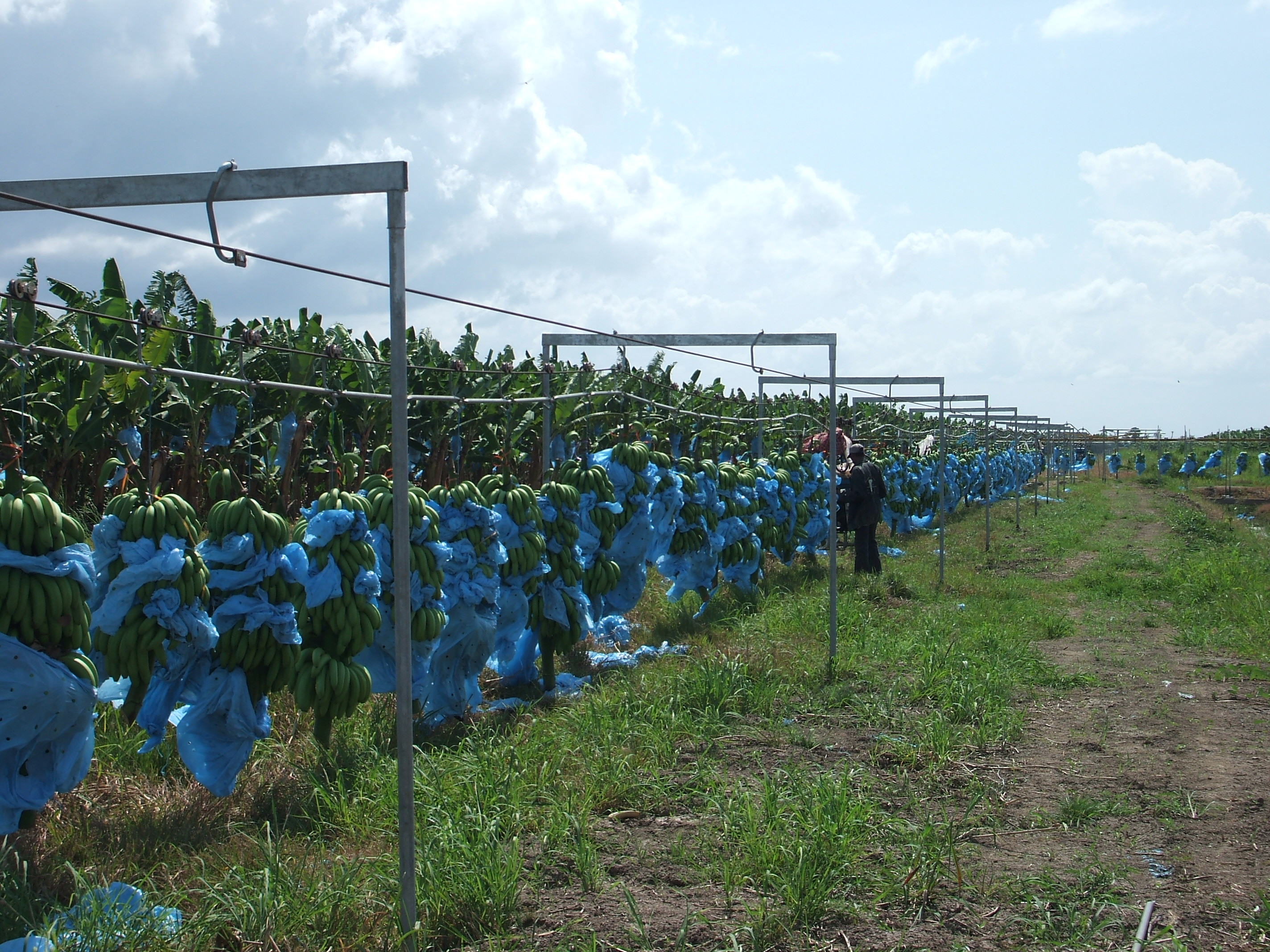
Seilbahn zum Transport von Bananenbüscheln

Mit einem großen Hakenmesser wird der Fruchtstand (der sogenannte „Bananenbaum“) von der bis zu 9 Meter hohen Bananenstaude abgeschnitten und oft mithilfe von einfachen Materialseilbahnen (mit Antrieb durch ein motorbetriebenes Zugfahrzeug) zur Packstation transportiert. Der Fruchtstand wird in Fingerbüschel (sogenannte „Hände“) zerteilt. 15 bis 20 kg (Soll-Nettogewicht) solcher Büschel mit 3 bis 13 Früchten werden raumfüllend in Bananenkartons gelegt, die für den Transport bis zum Lebensmitteldetailhändler dienen.

### Bananenschale
Die einzelne Banane ist durch die Bananenschale natürlicherweise verpackt. Für den Endverbraucher muss sie zur Lagerung im privaten Haushalt nicht zusätzlich verpackt werden.

### Bananenkarton
Für Handel und Distribution werden Bananen in charakteristischen Bananenkartons transportiert und gelagert. Diese quaderförmigen Stulpschachteln sind aus stabiler dreilagiger Wellpappe gefertigt und weisen einige Charakteristika auf, obwohl ihre Außenmaße je nach Marke und Fruchtgröße etwas variieren: 25 cm Höhe × 38 cm Breite × 50 cm Länge und bis zu je 5 cm kleiner.
Über den oben offenen Unterteil wird der gegengleich gestaltete, jedoch um ein bis zwei Kartonstärke(n) größere und passgenau gebaute Oberteil vollständig gestülpt. Boden bzw. Decke werden durch Falzstreifen gebildet, die unvollständig überlappen und so jeweils eine 8 × 20 bis 16 × 30 cm große zentrale Öffnung bestehen lassen. Diese Lücken dienen zuletzt dem leichten Eingriff mit der Hand, um die Klebeverbindungen zu zerreißen, damit der Karton flach gefaltet, also kompaktiert, entsorgt werden kann. Diese Lücken oben und unten ermöglichen zusammen mit weiteren Löchern in den vier Seiten und zusätzlich einem hochliegenden Griffschlitz je Stirnseite eine gute Durchlüftung zur Klimatisierung und Gas-Reifung.
Die Seitenwände der Kartons bilden dank stehender Faser und Wellung und der vollständigen Dopplung durch Unter- und Oberteil einen sehr standfesten Rahmen, der das sichere Stapeln auch gefüllter Kartons bis zur Ladehöhe in Containern oder Sattelaufliegern von etwa 2,50 m erlaubt. Häufig wird die Ware beim Einzelhändler in der geöffneten Box präsentiert. Wird dabei der Unterteil in den umgekehrten Oberteil gestülpt, wird damit auch der Markenaufdruck gezeigt. Manche Marken werden für hohes Image mehrfarbig auf außen weißen Karton gedruckt, die meisten aber nur in ein bis zwei dunklen Farben auf das typische Mittelbraun des Kraftpapiers von Wellpappe. Einst war es üblich, dass jede Frucht einen Markenaufkleber erhielt, mittlerweile werden solche Etiketten eher verwendet, um Bio-Qualität und/oder die Nummer eines Erzeugerbetriebs zu deklarieren. Insbesondere Bio-Bananen werden durch das Einhüllen des Stängel-Anschnitts mit Folie vor einer hier auftretenden Fäule geschützt. Der Inhalt mancher Boxen ist durch Einlegen in einen transparenten PE-Sack geschützt. In der Regel wird die Lücke im Boden durch ein steifes Papierstück abgedeckt, bevor die Bananen eingelegt werden.
Die robusten Bananenkartons sind meist mit Fungiziden kontaminiert. Trotzdem werden sie häufig für kleinteiliges, eher schweres Übersiedlungsgut oder Flohmarktware, wie Bücher oder Geschirr, weiterverwendet. Geöffnet eignen sich Unter- und Oberteil zum Präsentieren als Wühlkiste und lassen sich noch kreuzweise stapeln, wenn sie mit eher leichterem Gut gefüllt sind.

## Trivia

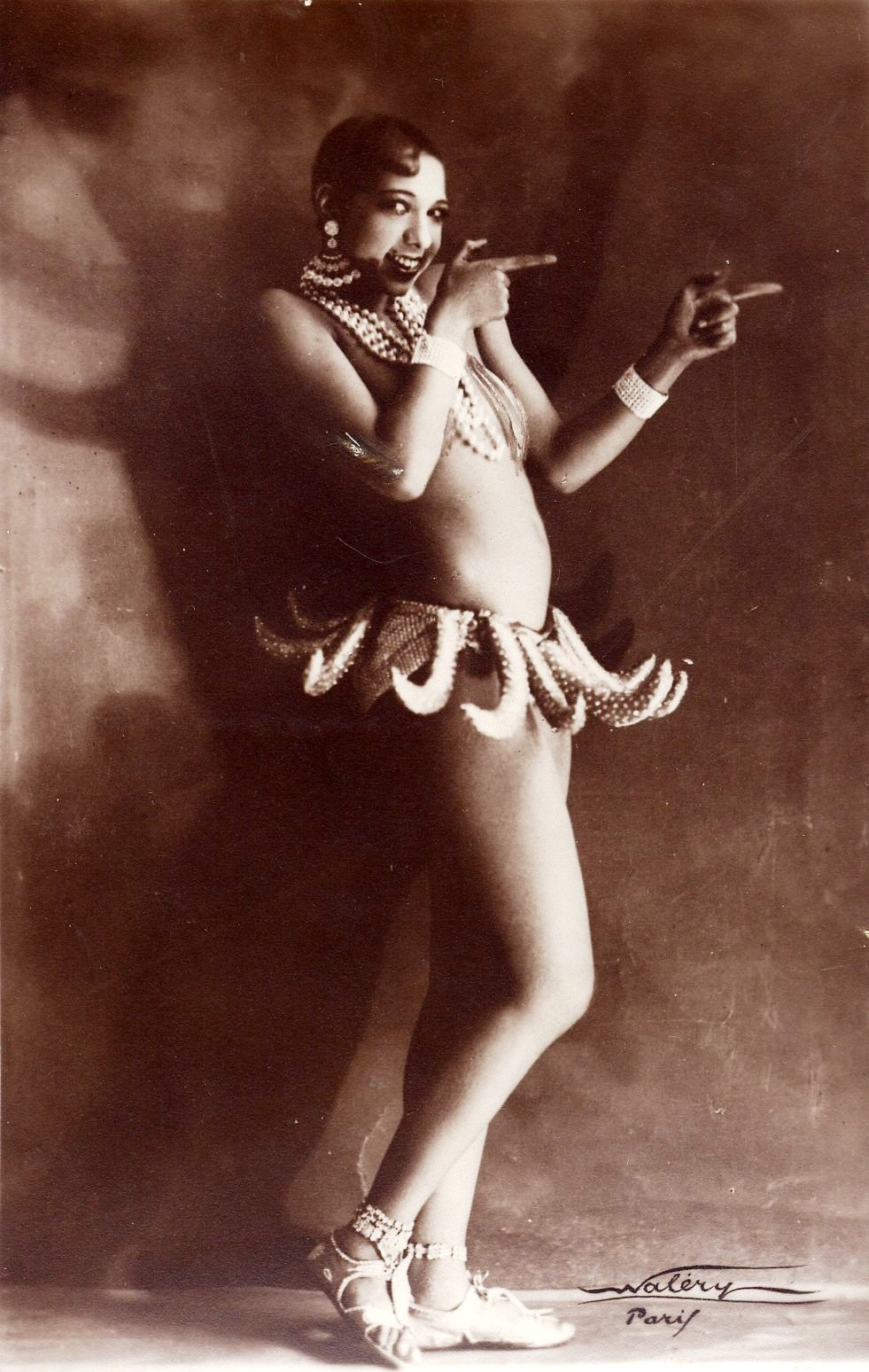
Josephine Baker im Bananenröckchen

Es gibt in Deutschland ein Museum, welches sich hauptsächlich mit der Banane beschäftigt: das virtuelle „Bananen-Aufkleber-Museum“.
Ein zweites Museum zum Thema „Bananen“ war das „Erste Deutsche Bananenmuseum“ in Sierksdorf (Ostsee).
Nach einer uralten Sage aus dem heutigen Sri Lanka soll im Paradies die Schlange Eva mit einer Banane verführt haben.
Ausgerechnet Bananen! ist der deutsche Titel eines Schlagers der Goldenen Zwanziger Jahre, der sich bis heute zahlreicher Adaptionen erfreut. Der exotische Nimbus wurde unter anderem von Josephine Baker 1926 und 1927 in der Revue Folies Bergère adaptiert.
Im regulären DDR-Einzelhandel (wie im ganzen Ostblock) waren Bananen und andere „Südfrüchte“ nur selten zu kaufen und entwickelten sich darum zu Statussymbolen. Meist waren sie nur Krankenhäusern, Kinderkrippen und Funktionären zugänglich. Im letztendlich erst 2002 gezeigten Film Die Schönste (1957/1959) musste eine Szene mit dem Küchentisch einer West-Berliner Arbeiterfamilie herausgeschnitten werden, da darauf Bananen und Ananas lagen und das Leben im Westen nicht besser als das im Osten dargestellt werden durfte.
In den innerdeutschen Beziehungen spielten neben Kaffee (vgl. Kaffeekrise in der DDR) Bananen eine Rolle, die in der Bundesrepublik deutlich leichter erhältlich waren. Die über den Berliner Grenzübergang Heiligensee/Stolpe verkehrenden BVG-Busse der Linie 98 trugen wegen ihrer Farbe und den von den Rentnern mitgebrachten Früchten den Spitznamen „Banane“.
1989 war auf Fernsehbildern zu sehen, wie Bundesbürger Bananen an DDR-Flüchtlinge verteilten, die über Ungarn ausgereist waren. Das kurz vor dem Mauerfall produzierte Titelblatt des Satiremagazins Titanic („Zonen-Gaby (17) im Glück (BRD): Meine erste Banane“) zeigte eine junge Frau mit „ostdeutscher“ Frisur und einer wie eine Banane geschälten Gurke und wurde eine bekannte Titelseite zur Wiedervereinigung. In den von Ostdeutschen nach der Grenzöffnung im November 1989 gestürmten Supermärkten waren die Bananen als Erstes ausverkauft.
Das Verladen von Bananen wird im Banana Boat Song (die bekannteste Version stammt von Harry Belafonte) besungen, wo der Tallymann für das Zählen der Bananenbündel verantwortlich ist: Come, Mister tally man, tally me banana, deutsch: Kommen Sie, Herr Tallymann, zählen Sie meine Bananen (das Lied handelt von jemandem, der im Hafen Schiffe (mit Bananen) belädt und Feierabend machen will).

### Wirtschaft
- Die Deutsche Banane Wirtschafts- und Kulturgeschichte der Banane im Deutschen Reich 1900–1939 (PDF; 4 MB)
- BANAFAIR Organisation für den Fairen Handel mit Bananen
- Aufgeschmeckt! Darstellung von der Aktion „Brot für die Welt“

### Botanik
- A–Z der Nutzpflanzen (Memento vom 7. April 2014 im Internet Archive)
- Beschreibung aus dem Kräuterbuch von Jacob Theodor
- Anzucht einer Bananenstaude
- Freilandbananen in Mitteleuropa

### Museen
- Webpräsenz des Bananenmuseums Sierksdorf
- Bananen-Aufkleber-Museum (Virtuell)